# 보이구

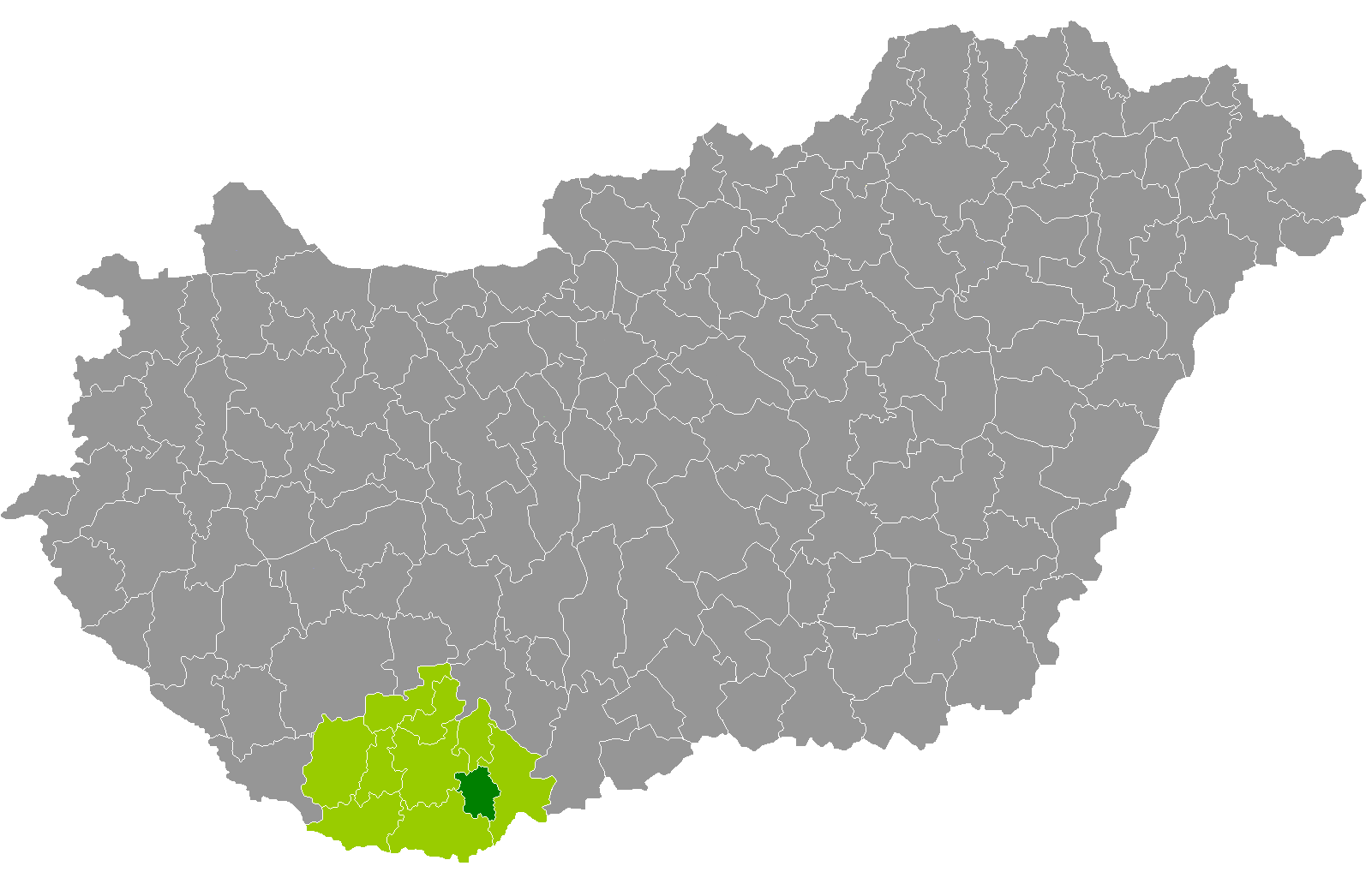
버러녀주 지도에 표시된 보이구의 위치

보이구(헝가리어: Bólyi járás)는 헝가리 버러녀주에 위치한 구로 구청 소재지는 보이이며 면적은 220.03km2, 인구는 11,956명(2011년 기준), 인구 밀도는 54명/km2이다.
북쪽으로는 페치바러드구, 동쪽으로는 모하치구, 남서쪽으로는 시클로시구, 북서쪽으로는 페치구와 접한다. 16개 지방 자치체(1개 시, 15개 마을)를 관할한다.

구 문장